# Schefflera euryphylla
Schefflera euryphylla es una especie de fanerógama en la familia de Araliaceae. 

## Distribución y hábitat
Es endémica del departamento de Junín, Perú, considerado así por Brako & Zarucchi (1993); sin embargo, no ha sido posible evaluarlo, ni asignarle una categoría

## Taxonomía
Schefflera euryphylla fue descrito por  Harms y publicado en Botanische Jahrbücher für Systematik, Pflanzengeschichte und Pflanzengeographie 42(1): 151. 1908.
Etimología
Schefflera nombre genérico que fue nombrado en honor del botánico alemán del siglo XIX Jacob Christian Scheffler, que escribió sobre el género Asarum.
euryphylla: epíteto latíno